# Vaulx-en-Velin - La Soie
Vaulx-en-Velin - La Soie è il capolinea della linea A della metropolitana di Lione.
È situata nel comune di Vaulx-en-Velin, presso il confine con Villeurbanne.

## Storia
La stazione fu aperta al traffico il 2 ottobre 2007, quando fu attivata la linea A tra le stazioni di Laurent Bonnevay - Astroballe e Vaulx-en-Velin - La Soie.

## Interscambi
Nelle vicinanze della stazione effettuano fermata diverse linee di tram, autobus urbani ed interurbani.
- Fermata tram (linea 3, linea 7)
- Fermata autobus

## Servizi
La stazione dispone di:
- Accessibilità per portatori di handicap
- Ascensori